# La dama d'or
La dama d'or (en anglès original: Woman in Gold) és una pel·lícula de drama biogràfic de 2015 dirigida per Simon Curtis i escrita per Alexi Kaye Campbell. Hi participen Helen Mirren, Ryan Reynolds, Daniel Brühl, Katie Holmes, Tatiana Maslany, Max Irons, Charles Dance, Elizabeth McGovern i Jonathan Pryce.
La pel·lícula està basada en la història real de Maria Altmann, un refugiada jueva d'edat avançada resident a Cheviot Hills (Los Angeles) que, juntament amb l'advocat jove Randy Schoenberg, van lluitar contra el govern d'Àustria durant gairebé una dècada per reclamar la icònica pintura de Gustav Klimt de la seva tieta, Retrat d'Adele Bloch-Bauer I, que els nazis havien robat als seus familiars a Viena just abans de la Segona Guerra Mundial. Altmann va portar el cas fins al Tribunal Suprem dels Estats Units, que va dictaminar sentència en el cas República d'Àustria contra Altmann (2004).
La pel·lícula es va estrenar al 65è Festival Internacional de Cinema de Berlín el 9 de febrer de 2015 i es va estrenar al Regne Unit el 10 d'abril de 2015 i als Estats Units el 1r d'abril.
La pel·lícula ha estat doblada al català central i al valencià.

## Argument

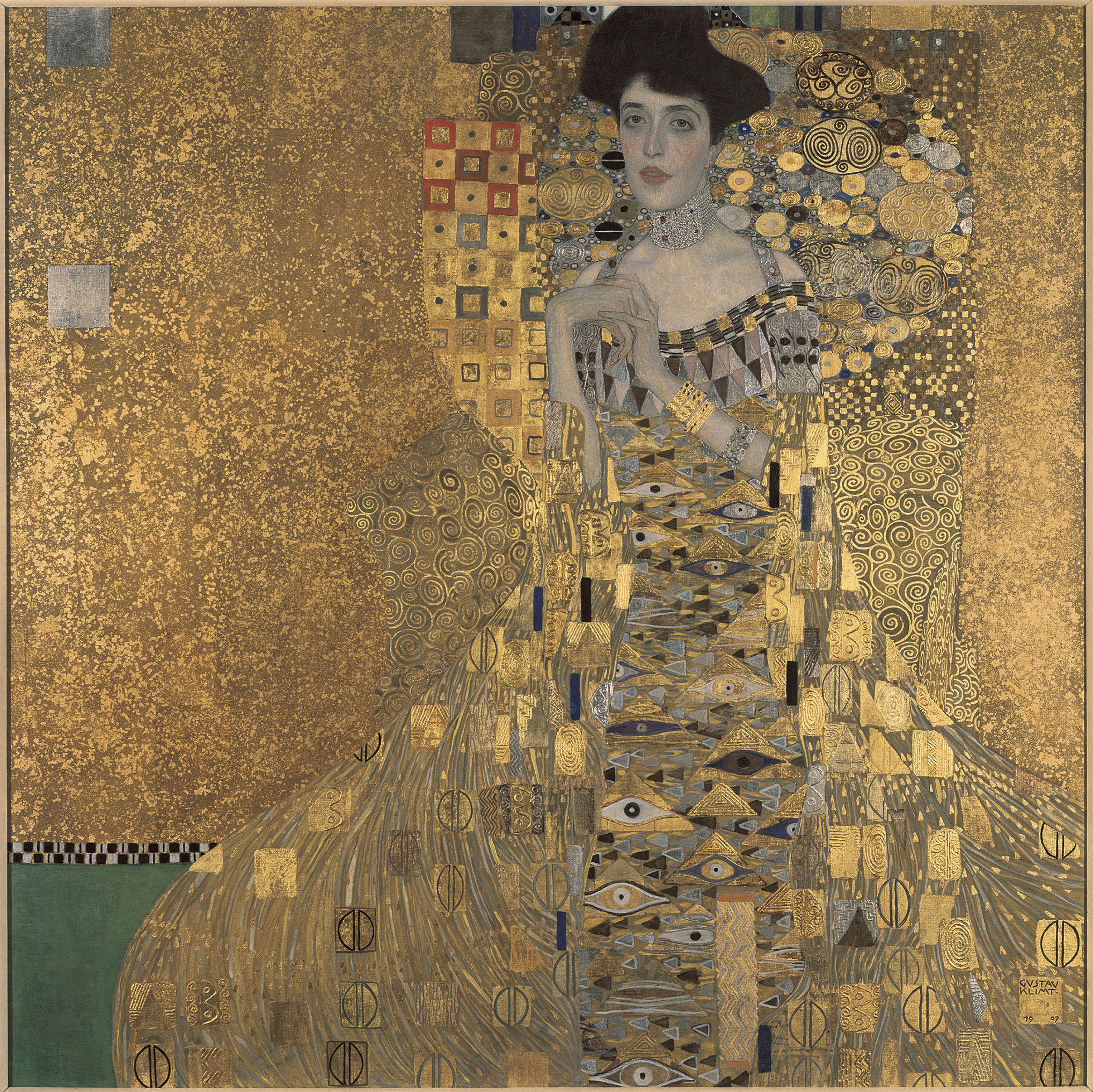
Retrat d'Adele Bloch-Bauer I

Després de fugir de Viena 60 anys enrere, durant la Segona Guerra Mundial, una dona jueva anomenada Maria Altmann emprèn un viatge per reclamar les possessions que els nazis van confiscar a la seva família, entre elles la cèlebre obra de Gustav Klimt Retrat d'Adele Bloch-Bauer I.

## Repartiment
- Helen Mirren[2] com a Maria Altmann
  - Tatiana Maslany[2] com a Maria Altmann de petita
- Ryan Reynolds com a Randol «Randy» Schoenberg
- Daniel Brühl com a Hubertus Czernin
- Katie Holmes[3] com a Pam Schoenberg
- Max Irons[4] com a Fredrick «Fritz» Altmann
- Allan Corduner com a Gustav Bloch-Bauer
- Henry Goodman com a Ferdinand Bloch-Bauer
- Nina Kunzendorf com a Therese Bloch-Bauer
- Antje Traue com a Adele Bloch-Bauer[3]
- Charles Dance[4] com a Sherman
- Elizabeth McGovern[4] com la jutgessa Florence-Marie Cooper
- Jonathan Pryce[4] com a Cap de la Justícia William Rehnquist
- Frances Fisher com a Barbara Schoenberg[5]
- Tom Schilling com a Heinrich
- Moritz Bleibtreu[4] com a Gustav Klimt
- Justus von Dohnányi com a Sr. Dreimann
- Ludger Pistor com a Rudolph Wran
- Olivia Silhavy com la ministra Elisabeth Gehrer
- Rupert Wickham com a mediador